# La verità sul caso D.
La verità sul caso D. è un romanzo giallo (ma anche una critica letteraria espressa in forma umoristica) di Fruttero & Lucentini del 1989. Il nome di Charles Dickens è riportato fra gli autori perché all'interno di questo anomalo romanzo si trova una versione completa del celeberrimo romanzo incompiuto The Mystery of Edwin Drood, fra gli appassionati noto anche come MED, che si interruppe con la morte dell'autore il 9 giugno del 1870, uscito a fascicoli a partire dall'aprile 1870. È classificabile come romanzo ma potrebbe essere considerato anche come una critica letteraria umoristica e postmoderna scritta in forma di romanzo. Emerge poi una complessità derivata dalla struttura del libro con la lettura dei capitoli scritti da Dickens alternata con le considerazioni fatte dai personaggi creati da altri scrittori ma gestiti in questo caso da Fruttero e Lucentini.

## Trama
Grazie a degli sponsor giapponesi, in modo surreale, molti esperti si riuniscono a Roma, all'albergo Urbis et Orbis dell'Eur per completare le più note opere musicali e letterarie non terminate o incomplete:
- Sinfonie n.8 di Franz Schubert
- Die Kunst der Fuge di Bach
- Turandot di Puccini
- Ab Urbe condita di Tito Livio
- Storia di Arthur Gordon Pym di Edgar Allan Poe
- Il mistero di Edwin Drood di Charles Dickens

Fra gli esperti ci sono anche molti dei più grandi investigatori della narrativa; loro si dedicheranno al mistero dell'ultimo romanzo rimasto incompiuto di Charles Dickens, "Il mistero di Edwin Drood".

## Personaggi
- Sherlock Holmes e Dottor Watson di Arthur Conan Doyle
- Padre Brown di Gilbert Keith Chesterton
- Commissario Jules Maigret di Georges Simenon
- Auguste Dupin di Edgar Allan Poe
- Philip Marlowe (insieme a Lew Archer) di Raymond Chandler
- Nero Wolfe e il suo segretario Goodwin di Rex Stout
- Hercule Poirot (insieme al capitano Hastings) di Agatha Christie
- Loredana: hostess che leggerà l'opera di Dickens
- Porfirij Petrovič: giudice istruttore inquirente nel romanzo Delitto e castigo di Fëdor Dostoevskij
- Dr. Wilmot: direttore del "Dickensians"

## Personaggi de "Il mistero di Edwin Drood"
- Edwin Drood: la "vittima", è scomparso
- John Jaspers: zio di Edwin e maestro del coro della cattedrale, oppiomane
- Rosa: fidanzata di Edwin, orfana minorenne
- Mr. Grewgious: tutore di Rosa

## Edizioni
- Charles Dickens, Carlo Fruttero & Franco Lucentini, La verità sul caso D., Supercoralli, Einaudi, 1989,  pp. 373, ISBN 88-06-11653-3.